# Hatsuyume
Hatsuyume (初夢), nella cultura giapponese, è la parola con cui si indica il primo sogno dopo il capodanno. Tradizionalmente, il contenuto del sogno sognato dal sognatore predirebbe eventi prosperi per l'anno venturo.
In Giappone, la notte del 31 dicembre di solito si passava in bianco, di conseguenza l'hatsuyume era il sogno del 1º gennaio. 
Questo spiega perché il 2 gennaio (il giorno dopo il "Primo sogno") è conosciuto come Hatsuyume nel tradizionale calendario giapponese.
È auspicio di buona fortuna sognare il Fuji, un falco, oppure una melanzana. La credenza esiste sin dal periodo Edo, ma ci sono varie teorie riguardo alle origini e al motivo per cui la combinazione di tali elementi sarebbe di buon auspicio. 
Si pensa che sia tutto dovuto all'imponenza del Monte Fuji, la vettà più alta del Giappone, alla forza e acume del falco e alla parola nasu (melanzana) che suggerisce qualcosa di grandioso finalmente raggiunto o ottenuto (nasu 成す).
Un'altra ipotesi suppone che la combinazione sia di buon auspicio perché il Fuji, la falconeria e le piantine giovani di melanzane erano le cose favorite dallo shōgun Tokugawa Ieyasu.
Sebbene questa superstizione, elencata come Ichi-Fuji, Ni-Taka, San-Nasubi (一富士、二鷹、三茄子 - 1. Fuji, 2. Falco, 3. Melanzana) sia ben nota in Giappone, il resto della lista è per lo più sconosciuto. La lista contiene altri tre elementi:Yon-Sen, Go-Tabako, Roku-Zatō (四扇、五煙草、六座頭 - 4. Ventaglio, 5. Tabacco, 6. agopuntore cieco. Le origini di questo trio sono ignote ed è ignoto se questi ultimi elementi siano stati aggiunti in seguito alla lista oppure siano stati presenti sin dall'inizio.